# Alice in Chains
Alice in Chains (англ. Аліса в Ланцюгах) — американський рок-гурт з Сіетла, штат Вашингтон, заснований у 1987 році гітаристом і вокалістом Джеррі Кантреллом та барабанщиком Шоном Кінні, до яких згодом приєдналися басист Майк Старр та вокаліст Лейн Стейлі. Старра замінив Майк Айнез у 1993 році. Вільям Дюваль приєднався до гурту в 2006 році як співвокаліст і ритм-гітарист, замінивши Стейлі, який помер у 2002 році. Гурт отримав свою назву від попереднього гурту Стейлі, глем-метал-гурту Alice N' Chains.
Звучання Alice in Chains, яке часто асоціюється з грандж-музикою, містить елементи хеві-металу. Гурт відомий своїм особливим вокальним стилем, який часто включав гармонізований вокал між Стейлі та Кантреллом (а пізніше Кантреллом та Дювалем). Кантрелл почав співати вокальні партії на акустичному міні-альбомі Sap 1992 року, і його роль продовжувала зростати в наступних альбомах, зробивши Alice in Chains двоголосним колективом.
Alice in Chains здобули міжнародну популярність як частина грандж-руху початку 1990-х, разом з іншими гуртами з Сіетла, такими як Nirvana, Pearl Jam і Soundgarden. Вони досягли успіху завдяки альбомам Facelift (1990), Dirt (1992) та Alice in Chains (1995), а також міні-альбому Jar of Flies (1994). Хоча офіційно Alice in Chains ніколи не розпадалися, з 1996 року гурт переживав тривалий період бездіяльності через зловживання Стейлі алкоголем і наркотиками, що призвело до його смерті у 2002 році. Гурт перегрупувався у 2006 році, коли Дюваль став постійним вокалістом, і відтоді вони випустили ще три альбоми: Black Gives Way to Blue (2009), The Devil Put Dinosaurs Here (2013) та Rainier Fog (2018).
Alice in Chains продали понад 30 мільйонів записів в усьому світі, і понад 19 мільйонів записів тільки в США. На рахунку гурту 18 пісень у топ-10 чарту Billboard Mainstream Rock Tracks, 5 хітів № 1 та 11 номінацій на премію Греммі. Гурт посів 34 місце у списку 100 найкращих виконавців хард-року на каналі VH1 та був визнаний 15-м найкращим концертним гуртом за версією Hit Parader. З моменту свого заснування Alice in Chains випустили шість студійних альбомів, три міні-альбоми, три концертні альбоми, чотири збірки, два DVD, 43 музичні відео та 32 сингли.

## Історія

### 1984—1989: Перші роки
До створення Alice in Chains Лейн Стейлі, на той час барабанщик, вперше виступив як вокаліст, коли пройшов прослуховування у місцевому глем-метал гурті Sleze після того, як його заохотив зведений брат Кен Елмер. Іншими учасниками цього гурту на той час були гітаристи Джонні Баколас і Золі Семанате, барабанщик Джеймс Бергстром і басист Байрон Хансен.
Цей гурт пережив кілька змін у складі, коли Нік Поллок став єдиним гітаристом, а Баколас перейшов на бас-гітару, перш ніж виникла дискусія про зміну назви на Alice in Chains. Приводом для цього стала розмова Баколаса з Рассом Клаттом, вокалістом Slaughter Haus 5, про перепустки за лаштунки. На одній з перепусток було написано «Ласкаво просимо до Країни Чудес», і вони почали говорити про те, що це відсилання до «Аліси в Країні Чудес», поки Клатт не сказав: «А як щодо „Аліси в кайданах“? Посади її в кайдани і все таке».
Баколас вважав назву «Alice in Chains» крутою і запропонував її своїм колегам по гурту Sleze, і вона всім сподобалася, тож вони вирішили змінити назву гурту. Через занепокоєння щодо посилання на жіноче рабство, гурт зрештою вирішив змінити назву на «Alice N' Chains», щоб заспокоїти батьків, хоча мати Стейлі, Ненсі МакКаллум, сказала, що спочатку не була задоволена такою назвою. За словами Баколаса, рішення використовувати в назві комбінацію апострофа N не мало нічого спільного з лос-анджелеським гуртом Guns N' Roses. Зміна назви відбулася у 1986 році, за рік до того, як Guns N' Roses стали загальновідомими завдяки своєму першому альбому Appetite for Destruction, що вийшов у липні 1987 року.
Стейлі познайомився з гітаристом Джеррі Кантреллом на вечірці в Сіетлі приблизно в серпні 1987 року. За кілька місяців до цього Кантрелл дивився концерт Alice N' Chains у своєму рідному місті в Tacoma Little Theatre і був вражений голосом Стейлі. Кантрелл був бездомним після того, як його вигнали з дому, тому Стейлі запросив Кантрелла пожити з ним у репетиційній студії Music Bank, і двоє музикантів стали сусідами по кімнаті.
Alice N' Chains невдовзі розпалися, і Стейлі приєднався до фанк-гурту. Гурт Кантрелла, Diamond Lie, розпався, і він хотів створити новий гурт, тому Стейлі дав йому номер телефону Мелінди Старр, дівчини барабанщика Шона Кінні, щоб Кантрелл міг з ним поговорити. Кантрелл зателефонував за цим номером і домовився про зустріч з Кінні. Кінні та його дівчина прийшли в Music Bank і послухали демо-записи Кентрелла, який згадав, що їм потрібен басист для джему, і у нього є дехто на прикметі: Майк Старр, з яким Кантрелл грав у гурті Gypsy Rose у Беріні. Потім Кінні згадав, що його дівчина насправді була сестрою Майка Старра, і що він грав зі Старром в одному гурті ще з дитинства. Кінні зателефонував Старру і через кілька днів почав джемити з ним і Кантреллом у Music Bank, але у них не було вокаліста.
Фанк-гурту Стейлі в той час також був потрібен гітарист, і Стейлі попросив Кантрелла приєднатися до нього в якості сайдмена. Кантрелл погодився за умови, що Стейлі приєднається до його гурту. Оскільки Кантрелл, Старр і Кінні хотіли, щоб Стейлі став їхнім вокалістом, вони почали прослуховувати жахливих вокалістів на очах у Стейлі, щоб натякнути йому на це. Останньою краплею для Стейлі стало прослуховування чоловіка-стриптизера — після цього він вирішив приєднатися до гурту. Зрештою, фанк-проєкт розпався, і в 1987 році Стейлі приєднався до гурту Кантрелла на постійній основі. Через два тижні після створення гурту вони грали концерт у Вашингтонському Державному Університеті, намагаючись заповнити 40-хвилинний сет кількома оригінальними піснями, а також каверами Hanoi Rocks і Девіда Бові.
Гурт відіграв кілька концертів у клубах Тихоокеанського північного заходу, називаючи себе різними псевдонімами, включаючи Diamond Lie, назву попереднього гурту Кантрелла, і «Fuck», перш ніж врешті-решт прийняти назву, з якою попередній гурт Стейлі спочатку загравав, «Alice in Chains». Стейлі зв'язався зі своїми колишніми колегами по гурту і попросив дозволу на використання цієї назви. Нік Поллок тоді не був особливо в захваті від цього і подумав, що йому слід придумати іншу назву; і він, і Джеймс Бергстром врешті-решт дали Стейлі своє благословення на використання цієї назви.
Місцевий промоутер Ренді Хаузер дізнався про гурт на концерті і запропонував заплатити за демо-запис. Однак за день до того, як гурт мав записуватись на студії Music Bank у Вашингтоні, поліція закрила студію під час найбільшого в історії штату рейду з вилучення коноплі. Фінальне демо, завершене у 1988 році, отримало назву The Treehouse Tapes і потрапило до музичних менеджерів Келлі Кьортіс та Сьюзан Сільвер, які також керували гуртом Soundgarden із Сіетла. Кьортіс і Сільвер передали демозапис представнику Columbia Records Ніку Терзо, який домовився про зустріч із президентом лейблу Доном Айнером. На основі The Treehouse Tapes Терзо підписав контракт з Columbia у 1989 році. Протягом трьох місяців 1989 року гурт також записав ще одне демо без назви. Цей запис можна знайти на бутлезі Sweet Alice.

### 1990—1992: Facelift і Sap
Alice in Chains незабаром стали головним пріоритетом лейблу, який випустив перший офіційний запис гурту у липні 1990 року, промо-міні-альбом під назвою «We Die Young». Головний сингл міні-альбому, «We Die Young», став хітом на метал-радіо. Після його успіху лейбл поспішив запустити дебютний альбом Alice in Chains у виробництво з продюсером Дейвом Джерденом. Кантрелл заявив, що альбом повинен був мати «похмуру ауру», яка була «прямим результатом задумливої атмосфери і відчуття Сіетла».
Альбом «Facelift» вийшов 21 серпня 1990 року і влітку 1991 року посів 42 місце в чарті Billboard 200. Успіх «Facelift» не був миттєвим: за перші шість місяців після релізу було продано менше 40 000 копій, аж поки MTV не включило «Man in the Box» до регулярної денної ротації. Сингл посів 18 місце в чартах мейнстріму, а наступний сингл альбому, «Sea of Sorrow», досягнув 27 місця, і за шість тижнів «Facelift» розійшовся тиражем у 400 000 копій у США. Альбом мав успіх у критиків, а Стів Г'юї з AllMusic назвав «Facelift» «одним з найважливіших записів у створенні аудиторії для гранджу та альтернативного року серед слухачів хардроку та хеві-металу». Семмі Хагар стверджував, що запросив гурт у турне з Van Halen після того, як побачив відеокліп на «Man In The Box» на MTV.
Facelift отримав золотий сертифікат Американської асоціації звукозапису (RIAA) за продаж півмільйонного тиражу 11 вересня 1991 року, ставши першим альбомом з грандж-руху Сіетла, який отримав золотий сертифікат. Гурт продовжував відточувати свою аудиторію, відкриваючи концерти для таких виконавців, як Іґґі Поп, Van Halen, Poison та Extreme. Відтоді Facelift отримав потрійний платиновий сертифікат від RIAA, за продажі у три мільйони копій у Сполучених Штатах.
Концерт у Moore Theatre в Сіетлі 22 грудня 1990 року був записаний і вийшов на VHS 30 липня 1991 року під назвою Live Facelift. До нього увійшли п'ять живих пісень і три музичні відео. Домашнє відео отримало золотий сертифікат RIAA за продаж понад 50 000 копій.
На початку 1991 року Alice in Chains виступили на розігріві туру Clash of the Titans разом з Anthrax, Megadeth і Slayer, відкривши гурт широкій метал-аудиторії, але отримали переважно поганий прийом. 1992 року Alice in Chains були номіновані на премію Греммі за найкраще виконання хард-року за пісню Man in the Box, але програли гурту Van Halen за альбом 1991 року For Unlawful Carnal Knowledge.
Після туру Alice in Chains прийшли до студії, щоб записати демо для наступного альбому, але замість цього записали п'ять акустичних пісень. Під час роботи в студії барабанщику Шону Кінні приснилася мрія «зробити міні-альбом під назвою Sap». Гурт «вирішив не жартувати з долею», і 4 лютого 1992 року Alice in Chains випустили свій другий міні-альбом Sap. Він вийшов у той час, коли альбом Nirvana Nevermind очолював чарт Billboard 200, що призвело до зростання популярності гуртів із Сіетла та терміну «грандж-музика». За два тижні Sap отримав золотий сертифікат. На відкриваючому треку Brother вокальну партію виконує Кантрелл, а гостьовим вокалом виступає Енн Вілсон з гурту Heart, яка приєдналася до Стейлі та Кентрелла для приспівів Brother та Am I Inside. На міні-альбомі також з'явилися Марк Арм з Mudhoney і Кріс Корнелл з Soundgarden, які розділили вокал зі Стейлі і Кантреллом у пісні Right Turn, яка в анотації вказана як пісня «Alice Mudgarden».
У 1992 році Alice in Chains з'явилися у фільмі Кемерона Кроу Одинаки, виконуючи роль «барного гурту». Гурт також написав пісню Would? для саундтреку до фільму, відеокліп на яку здобув нагороду за найкраще відео з фільму на церемонії MTV Video Music Awards 1993 року.

### 1992—1993: Dirt
У березні 1992 року гурт повернувся до студії. Нові пісні, написані переважно в дорозі, мають похмуріший настрій, ніж Facelift, а шість з тринадцяти пісень альбому присвячені темі наркоманії. «Ми провели багато душевних пошуків під час роботи над цим альбомом. У ньому багато сильних почуттів». Кантрелл сказав: «Ми маємо справу з нашими щоденними демонами за допомогою музики. Всю отруту, яка накопичується протягом дня, ми очищаємо, коли граємо». 29 вересня 1992 року Alice in Chains випустили свій другий альбом Dirt. Альбом посів шосте місце в чарті Billboard 200 і з моменту виходу був сертифікований RIAA як чотириразово платиновий, що зробило Dirt найпродаванішим альбомом гурту на сьогоднішній день. Альбом мав успіх у критиків, а Стів Х'юї з Allmusic назвав його «великим художнім висловлюванням і найближчим, що вони коли-небудь робили до запису справжнього шедевру». Кріс Гілл з Guitar World назвав Dirt «величезним і зловісним, але водночас моторошним і інтимним», а також «піднесено темним і жорстоко чесним».
Dirt породив п'ять синглів, які потрапили до топ-30 чарту Billboard Mainstream Rock: Would?, Rooster, Them Bones, Angry Chair і Down in a Hole, і залишався в чартах майже два роки. Alice in Chains були включені на розігріві до туру Оззі Осборна No More Tours. За кілька днів до початку туру Лейн Стейлі зламав ногу під час аварії на квадроциклі, що змусило його використовувати милиці на сцені.
Старр покинув гурт невдовзі після концерту Hollywood Rock у Ріо-де-Жанейро 22 січня 1993 року, заявивши, що хоче проводити більше часу зі своєю сім'єю. 1994 року Стейлі розповів Rolling Stone про відхід Старра з гурту: «Це була просто різниця у пріоритетах. Ми хотіли продовжувати інтенсивно гастролювати і працювати з пресою. Майк був готовий повернутися додому». Через роки Старр стверджував, що його звільнили через наркозалежність.
Старра замінив колишній басист Оззі Осборна Майк Айнез. Айнез познайомився з Alice in Chains під час туру Оззі Осборна No More Tours і подружився з ними. Коли гурт був у Бразилії, вони покликали Айнеза приєднатися до них, і він погодився. Айнез хотів відіграти концерти в Бразилії і навіть зробив собі щеплення, але гурт передзвонив йому і сказав, що Старр хоче відіграти останні два концерти в Бразилії, тому вони зустрінуться з Айнезом у Лондоні. Зрештою, Айнез захворів на пару днів через щеплення. Свій перший концерт з Alice in Chains Айнез відіграв 27 січня 1993 року в лондонському клубі Camden Underworld.
У квітні 1993 року гурт записав дві пісні з Айнезом, What the Hell Have I і A Little Bitter, для саундтреку до фільму Останній кіногерой. Влітку 1993 року Alice in Chains гастролювали з фестивалем альтернативної музики Lollapalooza, їхнім останнім великим туром зі Стейлі.

### 1993—1994: Jar of Flies
Після великого світового турне Alice in Chains у 1993 році Стейлі сказав, що «гурт просто хотів зайти в студію на кілька днів з нашими акустичними гітарами і подивитися, що з цього вийде». «Ми ніколи не планували випускати музику, яку ми робили в той час. Але звукозаписна компанія почула її, і вона їм дуже сподобалася. Для нас це був просто досвід чотирьох хлопців, які зібралися разом у студії і створили музику».
Columbia Records випустив другий акустичний міні-альбом Alice in Chains, Jar of Flies, 25 січня 1994 року. Написаний і записаний за тиждень, Jar of Flies дебютував на першому місці в чарті Billboard 200, ставши першим міні-альбомом і першим релізом Alice in Chains, який очолив хіт-парад.
Пол Еванс з Rolling Stone назвав міні-альбом «похмуро прекрасним», а Стів Х'юї сказав: «Jar of Flies — це стримане приголомшення, до болю прекрасне і до жаху сумне водночас». До Jar of Flies увійшов перший сингл Alice in Chains, що посів перше місце в чартах мейнстрім-року, No Excuses. Другий сингл, I Stay Away, посів десяту сходинку в чартах Mainstream Rock, а фінальний сингл Don't Follow — 25-те місце. Jar of Flies отримав потрійний платиновий сертифікат RIAA, а протягом першого року було продано понад 2 мільйони копій у Сполучених Штатах. Jar of Flies отримав дві номінації на Греммі: «Найкраще виконання хард-року» за пісню I Stay Away та «Найкращий звукозапис».
Після виходу Jar of Flies Стейлі пройшов курс реабілітації від героїнової залежності. На літо 1994 року було заплановано турне гурту з Metallica, Suicidal Tendencies, Danzig та Fight, а також виступ на Вудстоку 94-го року, але під час репетицій до туру Стейлі знову почав вживати героїн. Стан Стейлі змусив інших учасників гурту скасувати всі заплановані дати за день до початку туру, що призвело до перерви у діяльності гурту. Alice in Chains були замінені Candlebox на гастролях. Менеджмент Сьюзан Сільвер розіслав заяву, в якій говорилося, що рішення відмовитися від участі в турі Metallica і Вудстоку «було пов'язано з проблемами зі здоров'ям у гурті».
Гурт розпався на півроку. 1996 року Кінні сказав Rolling Stone: «Ніхто не був чесним один з одним тоді. Якби ми продовжували, був великий шанс, що ми б самознищилися в дорозі, а ми точно не хотіли, щоб це сталося на публіці».

### 1995—1996: Alice in Chains
Поки Alice in Chains не були активними протягом 1995 року, Стейлі приєднався до грандж-супергурту Mad Season, в якому також грали гітарист Pearl Jam Майк МакКріді, басист Джон Бейкер Сондерс з The Walkabouts і барабанщик Screaming Trees Барретт Мартін. Mad Season випустили один альбом, Above, для якого Стейлі виконав вокальні партії і створив обкладинку. Альбом породив сингл River of Deceit, що посів друге місце в чарті Mainstream Rock, а також домашнє відео Live at the Moore.
У квітні 1995 року Alice in Chains прийшли до студії Bad Animals Studio у Сіетлі з продюсером Тобі Райтом, який раніше працював з Corrosion of Conformity і Slayer. Під час роботи в студії на радіо просочилася недопрацьована версія пісні Grind, яка отримала велику кількість ротацій в ефірі. 6 жовтня 1995 року гурт випустив студійну версію пісні на радіо через супутниковий канал зв'язку, щоб зупинити надмірне розповсюдження касетних копій пісні.
7 листопада 1995 року лейбл Columbia Records випустив однойменний альбом Alice in Chains, який дебютував на першому місці в чарті Billboard 200 і відтоді став тричі платиновим. З чотирьох синглів альбому, Grind, Again, Over Now і Heaven Beside You, у трьох з них Кантрелл виконує вокальні партії. Джон Відерхорн з Rolling Stone назвав альбом «визвольним і просвітницьким, пісні досягають вражаючого, приголомшливого і відчутного впливу».
12 грудня 1995 року гурт випустив домашнє відео The Nona Tapes, документальний фільм, що містить інтерв'ю з учасниками гурту, взяті журналісткою Ноною Вайсбаум (роль якої зіграв Джеррі Кантрелл), а також музичне відео на пісню Grind.
Пісня Got Me Wrong несподівано потрапила до чарту через три роки після її виходу на міні-альбомі Sap. Пісня була перевидана як сингл у саундтреку до незалежного фільму Клерки у 1994 році, досягнувши сьомого місця в чарті Mainstream Rock Tracks. Гурт вирішив не їхати в турне на підтримку Alice in Chains, що посилило чутки про зловживання наркотиками.
Alice in Chains повернулися на сцену 10 квітня 1996 року, щоб відіграти свій перший концерт за два з половиною роки для MTV Unplugged — програми, що включала повністю акустичні сет-листи. Виступ включав деякі з найпопулярніших синглів гурту, зокрема Rooster, Down in a Hole, Heaven Beside You, No Excuses і Would?, а також представив нову пісню Killer Is Me з Кентреллом на вокалі. Цей концерт став єдиним виступом Alice in Chains у складі п'яти музикантів, до яких приєднався другий гітарист Скотт Олсон. Концертний альбом виступу вийшов у липні 1996 року, дебютувавши на третьому місці в чарті Billboard 200, і супроводжувався випуском домашнього відео, обидва отримали платинову сертифікацію RIAA. Гурт також взяв участь у Пізньому шоу з Девідом Леттерманом 10 травня 1996 року, виконавши пісні Again і We Die Young. Alice in Chains відіграли чотири концерти на підтримку возз'єднаного оригінального складу Kiss під час їхнього турне 1996-97 років Alive/Worldwide Tour, включаючи останній концерт Лейна Стейлі 3 липня 1996 року в Канзас-Сіті, штат Міссурі. Невдовзі після концерту Стейлі втратив свідомість після передозування героїном і його доставили до лікарні. Хоча він одужав, гурт був змушений піти на перерву.

### 1996—2004: Перерва, сайд-проєкти та смерть Лейна Стейлі
Хоча Alice in Chains офіційно ніколи не розпадалась, Стейлі став відлюдником, рідко покидаючи свій кондомініум у Сіетлі після смерті своєї колишньої нареченої Демрі Перротт від передозування наркотиків 29 жовтня 1996 року. «Наркотики працювали на мене роками, — сказав Стейлі в інтерв'ю Rolling Stone у лютому 1996 року, — а тепер вони обернулися проти мене… Зараз я проходжу крізь пекло, і це відстій. Я не хотів, щоб мої фанати думали, що героїн — це круто. Але потім до мене підходили фанати і показували мені великий палець, кажучи, що вони під кайфом. Це саме те, чого я не хотів…»
Не маючи змоги продовжувати роботу над новим матеріалом для Alice in Chains, Кантрелл випустив свій перший сольний альбом Boggy Depot у 1998 році, в якому також взяли участь Шон Кінні та Майк Айнез. Кантрелл і Кінні також з'явилися на альбомі Metallica 1998 року Garage Inc., обидва були запрошеними музикантами у треку Tuesday's Gone, кавер-версії пісні Lynyrd Skynyrd.
У жовтні 1998 року Стейлі возз'єднався з Alice in Chains для запису двох нових пісень, Get Born Again і Died. Спочатку призначені для другого сольного альбому Кантрелла, пісні були перероблені Alice in Chains і вийшли восени 1999 року на бокс-сеті Music Bank. Набір містить 48 пісень, включаючи раритети, демо-версії та раніше випущені треки з альбомів і синглів. Гурт також випустив 15-трекову компіляцію під назвою Nothing Safe: Best of the Box, що слугувала семплером для Music Bank, а також першим альбомом-компіляцією гурту; концертний альбом, просто названий Live, що вийшов 5 грудня 2000 року; і другу компіляцію, названу Greatest Hits у 2001 році.
У листопаді 1998 року Лейн Стейлі записав кавер на пісню Pink Floyd Another Brick in the Wall з супергуртом Class of '99, сформованою гітаристом Томом Морелло з Rage Against the Machine, басистом Мартіном Леноблом, барабанщиком Стівеном Перкінсом (обидва з Jane's Addiction і Porno for Pyros) і клавішником Меттом Серлетиком. Пісня увійшла до саундтреку до фільму жахів/фантастики Факультет 1998 року.
Після гастролей у складі сольного гурту Кантрелла у 1998 році Шон Кінні та гітарист Queensrÿche Кріс ДеГармо заснували новий гурт під назвою Spys4Darwin. Незабаром до супергурту приєдналися Майк Айнез і вокаліст Sponge Він Домброскі. Гурт випустив свій перший і єдиний альбом у 2001 році, 6-трековий EP під назвою Microfish. У червні 2001 року Майк Айнез приєднався до Black Label Society Закка Вайлда на решту днів Ozzfest, після того, як басист Стів Гібб пішов з гурту за станом здоров'я. Айнез знову приєднався до гурту під час турне Західним узбережжям і Японією у 2003 році.
До 2002 року Кантрелл закінчив роботу над своїм другим сольним альбомом Degradation Trip. Написаний у 1998 році, ліричний зміст альбому був значною мірою зосереджений на тому, що Кантрелл вважав розпадом Alice in Chains, і це все ще залишалося очевидним, коли альбом наближався до свого релізу у червні 2002 року. Однак у березні того ж року Кентрелл прокоментував: «Ми всі ще живі, тож цілком можливо, що колись [Alice in Chains] зможуть щось зробити, і я дуже сподіваюся, що колись ми це зробимо».
Згадуючи про перерву у творчості гурту в інтерв'ю 2011 року, Кінні сказав, що Стейлі був не єдиним, хто боровся із залежністю. «Він був у центрі уваги, як і всі співаки. Тому його виділяли. Але правда в тому, що це стосувалося майже всіх. Я, безумовно, міцно тримав руку на кермі, коли ми летіли зі скелі. І причина, чому ми відступили — ви знаєте, коли ви зупиняєтеся, коли у вас є два альбоми № 1, це не найкращий крок у кар'єрі — але ми зробили це, тому що ми любимо один одного і не хотіли померти на публіці. І я точно знаю в глибині душі, що якби ми продовжували, я б не розмовляв з тобою по телефону зараз. Я б не витримав. Просто не витримав би».
Після десятирічної боротьби з наркозалежністю Лейн Стейлі був знайдений мертвим у своєму кондомініумі в Сіетлі 19 квітня 2002 року. Розтин і токсикологічний звіт по тілу Стейлі показав, що він помер від суміші героїну і кокаїну, відомої як «спідбол». Розтин показав, що Стейлі помер 5 квітня, за два тижні до того, як його тіло було знайдено. Кантрелл присвятив його пам'яті свій сольний альбом 2002 року Degradation Trip, що вийшов через два місяці після смерті Стейлі. Пізніше Майк Старр заявив у шоу Celebrity Rehab, що він був останньою людиною, яка бачила Стейлі живим, і зізнався, що відчуває провину за те, що не подзвонив у 911 після того, як Стейлі застерігав його від цього. «Якби я не був під бензодіазепіном [тієї ночі], я б просто не вийшов за двері», — сказав Старр.
Після смерті Стейлі Майк Айнез приєднався до Heart, який гастролював і записувався з гуртом з 2002 по 2006 рік. Джеррі Кантрелл співпрацював з кількома артистами, такими як Heart, Оззі Осборн і Damageplan. 2004 року Кантрелл заснував гурт Cardboard Vampyres разом з гітаристом The Cult Біллі Даффі, вокалістом Mötley Crüe і Ratt Джоном Корабі, басистом The Cult Крісом Вайсом і барабанщиком Джошем Хаузером.
22 жовтня 2004 року Sony BMG розірвали контракт з Alice in Chains, через 15 років після того, як гурт підписав контракт з лейблом у 1989 році.

### 2005—2008: Возз'єднання
У 2005 році Шону Кінні спало на думку влаштувати благодійний концерт для жертв цунамі, що обрушилося на Південну Азію у 2004 році. Кінні зателефонував своїм колишнім колегам по гурту, а також друзям з музичної спільноти, наприклад, колишньому менеджеру Alice in Chains Сьюзан Сільвер. Кінні був здивований ентузіазмом, з яким відгукнулися на його ідею. 18 лютого 2005 року Джеррі Кантрелл, Майк Айнез та Шон Кінні возз'єдналися, щоб вперше за дев'ять років виступити на концерті K-Rock Tsunami Continued Care Relief Concert у Сіетлі. На концерті виступив вокаліст Damageplan Пет Лахман, а також інші спеціальні гості, включаючи Мейнарда Джеймса Кінана з Tool та Енн Вілсон з Heart. Через кілька місяців після цього гурт зателефонував Сьюзан Сілвер і менеджеру Кантрелла Біллу Сіддонсу і сказав, що хоче знову гастролювати як Alice in Chains.
Продюсери реаліті-шоу «Rock Star» на каналі CBS звернулися до Alice in Chains з пропозицією взяти участь у другому сезоні, але гурт відхилив цю пропозицію. У цьому шоу співаки-початківці змагалися за те, щоб стати вокалістом популярного гурту.
10 березня 2006 року учасники гурту виступили на концерті Decades Rock Live на телеканалі VH1, вшановуючи колег-музикантів з Сіетла Енн і Ненсі Вілсон з гурту Heart. Вони зіграли Would? з вокалістом Філом Ансельмо з Pantera і Down і басистом Даффом Маккаганом з Guns N' Roses і Velvet Revolver, а наприкінці виступу Кантрелл присвятив шоу Лейну Стейлі і покійному гітаристу Pantera і Damageplan Даймбегу Дарреллу. Вони також зіграли Rooster з вокалістом Comes with the Fall Вільямом Дювалем і Енн Вілсон. Після концерту гурт вирушив у короткий клубний тур Сполученими Штатами під назвою Finish What We Started, кілька фестивальних виступів у Європі та коротке турне Японією. Дафф Маккаган знову приєднався до гурту під час туру возз'єднання, граючи на ритм-гітарі в окремих піснях. Під час туру гурт зіграв 5-хвилинний відео-триб'ют Стейлі під час переходу від електричного до акустичного сету.
З нагоди возз'єднання гурту лейбл Sony Music випустив довгоочікувану третю компіляцію Alice in Chains, The Essential Alice in Chains, подвійний альбом, до якого увійшло 28 пісень.
Джеррі Кантрелл зустрів Вільяма Дюваля в Лос-Анджелесі у 2000 році через спільного знайомого, який познайомив Кантрелла з першим альбомом Comes with the Fall. Кантрелл почав спілкуватися з гуртом і час від часу приєднувався до них на сцені. У 2001—2002 роках Comes with the Fall виступали на розігріві в турі Кантрелла на підтримку його другого сольного альбому Degradation Trip, а також були його бек-вокальним гуртом, а Дюваль виконував на концертах партії Стейлі. Дюваль приєднався до Alice in Chains як вокаліст під час концертів возз'єднання гурту в 2006 році, а його перший публічний виступ з гуртом відбувся на концерті Decades Rock Live на каналі VH1. За словами Кантрелла, Дювалю знадобилося лише одне прослуховування, щоб отримати місце. На першій репетиції з гуртом Дюваль заспівав пісню Love, Hate, Love. Після того, як вони закінчили, Шон Кінні подивився на своїх товаришів по гурту і сказав: «Я думаю, пошук майже закінчився». За словами Майка Айнеза, Дюваль не намагався наслідувати Стейлі, і саме це привернуло їх до нього.
Кантрелл розповів, що перед тим, як запропонувати Дюваля до гурту, Шон Кінні та Майк Айнез запросили вокаліста Sponge і Spys4Darwin Віна Домброскі порепетирувати з гуртом у їхній репетиційній студії. Домброскі зіграв з ними кілька пісень, але вони вирішили, що він не підходить для гурту. За словами Кантрелла, вокаліст Stone Temple Pilots і Velvet Revolver Скотт Вейланд також був зацікавлений у приєднанні до гурту.
Кантрелл пояснив возз'єднання так: «Ми хочемо відсвяткувати те, що ми зробили, і вшанувати пам'ять нашого друга. Ми грали з деякими [вокалістами], які дійсно можуть привнести щось своє, не будучи при цьому клонами Лейна. Ми не зацікавлені в тому, щоб наступати на багату спадщину [Стейлі]. Це важка річ, через яку потрібно пройти. Чи не хочете ви піти шляхом Led Zeppelin і більше ніколи не грати, тому що він був настільки важливим? Ми дотримуємося такого підходу вже багато років. Або ж ви даєте шанс, пробуєте щось? Ми готові ризикнути. Це повністю возз'єднання, тому що троє з нас, хто залишився, знову разом. Але йдеться не про те, щоб розлучитися і забути, а про те, щоб пам'ятати і рухатися далі». Перед туром Кінні згадував в інтерв'ю, що він був би зацікавлений у написанні нового матеріалу, але не як Alice in Chains.
Під час концерту VH1 Rock Honors на честь Heart 12 травня 2007 року Alice in Chains виконали пісню Heart Barracuda на чолі з кантрі-співачкою Гретхен Вілсон. Гітаристка Heart Ненсі Вілсон також приєдналася до них на сцені.
Alice in Chains приєдналися до Velvet Revolver для серії концертів у США та Канаді з серпня по жовтень 2007 року. Під час цього туру гурт також відіграв чотири спеціальні акустичні шоу, названі The Acoustic Hour. Акустичний виступ у клубі The Rave/Eagles у Мілвокі, штат Вісконсин, 31 серпня 2007 року був записаний для майбутнього концертного альбому.
2 листопада 2007 року Alice in Chains відіграли чотири пісні у Benaroya Hall в Сіетлі для Метта Мессіни та Симфонічної гільдії на благодійному концерті з нагоди 10-ї річниці на користь Сіетлської дитячої лікарні та Регіонального медичного центру. На додаток до оригінального матеріалу гурту, вони також виконали кавер-версію пісні Led Zeppelin Kashmir у супроводі понад 200 музикантів, включаючи Північно-Західний симфонічний оркестр та Північно-Західний дівочий хор.
Шон Кінні розповів про возз'єднання гурту: «Я ніколи не дзвонив Джеррі, він ніколи не дзвонив мені і не говорив: Ей, давай возз'єднаємо гурт», розумієте? Ми робили кожен крок надзвичайно обережно і повільно, і просто робили те, що здавалося правильним: якщо це щиро, і ми робимо це зі справжніх причин, і ми всі з цим згодні, тоді ми робимо маленький крок. Ніхто з нас не збанкрутував. Нікому не потрібно бути рок-божевільним, і, знаєте, тішити своє его. Я маю на увазі, що ми насправді так не працюємо. До тих пір, поки ми відчуваємо себе добре і з правильного місця, і це стосується створення музики".
Щодо тиску, який чиниться на Дюваля через заміну Стейлі на посаді вокаліста, Кантрелл сказав: «Перекладати всю цю вагу на плечі Вільяма несправедливо. Ми просто з'ясовуємо, як ми працюємо як команда. Хоча гурт змінився, ми втратили Лейна, ми додали Вілла, і не було ніякого генерального плану. Знову грати у 2005 році здавалося правильним, тож ми зробили наступну річ і поїхали в турне. Ми робили це крок за кроком. Це більше, ніж просто створення музики, і так було завжди. Ми вже давно друзі. Ми були більше сім'єю, ніж більшість, і далі все мало бути добре», — сказав Кантрелл, вказуючи на своє серце.
Колишній менеджер The Doors Білл Сіддонс та його керуюча компанія Core Entertainment з 2005 по 2007 рік були співменеджерами Alice in Chains разом з оригінальним менеджером Сьюзан Сільвер.
Гурт почав писати демо-версії пісень для нового альбому з Дювалем у квітні 2007 року. Але гурт не показував подальших ознак прогресу до жовтня 2008 року, коли вони оголосили, що розпочали запис у студії з продюсером Ніком Раскулінецем.

### 2008—2011: Black Gives Way to Blue і смерть Майка Старра
Blabbermouth.net повідомив 5 вересня 2008 року, що Alice in Chains прийдуть до студії в жовтні того року, щоб почати запис нового альбому, реліз якого запланований на літо 2009 року. 14 вересня 2008 року Alice in Chains виступили у перерві матчу Сіетл Сігокс проти Сан-Франциско Фортинайнерс на стадіоні CenturyLink Field (тодішня назва Qwest Field) у Сіетлі. Під час 12-хвилинного виступу перед натовпом з 67 000 людей гурт виконав кавер на пісню Led Zeppelin Kashmir у супроводі Північно-Західного симфонічного оркестру.
У жовтні 2008 року Alice in Chains розпочали запис свого четвертого студійного альбому на студії Foo Fighters Studio 606 у Лос-Анджелесі з продюсером Ніком Раскулінецем. На той час у гурту ще не було власного лейблу, і альбом фінансували Джеррі Кантрелл і Шон Кінні. На церемонії нагородження Revolver Golden God Awards Кантрелл повідомив, що гурт закінчив запис 18 березня 2009 року і займається зведенням альбому для вересневого релізу. Процес запису завершили на 43-й день народження Кантрелла, а також у той самий день, коли народився син Вільяма Дюваля. У квітні 2009 року стало відомо, що новий альбом Alice in Chains вийде на лейблі Virgin/EMI, що стало першою зміною лейблу за більш ніж 20-річну кар'єру гурту. Сьюзан Сільвер, яка почала керувати Alice in Chains у 1988 році, тепер є співкерівником гурту разом із Девідом Бенвеністом і його фірмою Velvet Hammer.
11 червня 2009 року Blabbermouth.net повідомив, що новий альбом буде називатися Black Gives Way to Blue і його офіційний реліз заплановано на 29 вересня 2009 року. Назва альбому вперше з'явилася на Amazon.com без будь-якого попереднього оголошення від гурту. Крім того, було оголошено, що Елтон Джон грає на фортепіано на заголовному треку, присвяченому Лейну Стейлі, написаному і заспіваному Кантреллом. На альбомі з'явився новий вокаліст і ритм-гітарист Вільям Дюваль, який розділив вокальні обов'язки з вокалістом/гітаристом Джеррі Кантреллом, який співає вокальні партії в більшості пісень. Дюваль співає вокальну партію в пісні Last of My Kind.
30 червня 2009 року пісня A Looking in View стала доступною для придбання через iTunes та Amazon, а на початку липня протягом обмеженого часу її можна було безкоштовно завантажити на офіційному сайті Alice in Chains. Хоча це не був перший радіосингл альбому, рок-станції на всій території США почали грати цю пісню. Кліп на A Looking in View дебютував на офіційному сайті гурту 7 липня 2009 року. Пісня була номінована на премію Греммі за найкраще виконання в стилі хард-рок.
Check My Brain потрапив на радіостанції як перший офіційний сингл з альбому 14 серпня 2009 року і став доступний для придбання 17 серпня 2009 року. Прем'єра кліпу на Check My Brain відбулася 14 вересня 2009 року. Пісню також номінували на премію Греммі за найкраще виконання хард-року.
Шон Кінні розповів про новий альбом і неоднозначну реакцію фанатів на те, що гурт рухається далі після смерті Стейлі: «Послухайте, це великий крок — встати і рухатися далі. Деякі люди, музика, пов'язана з ними так сильно, їхні думки, те, як вони до цього ставляться … Дивовижно, що у них є такий зв'язок, але вони поводяться так, ніби це сталося з ними. Це сталося з нами і сім'єю Лейна, а не з ними. Це насправді наше життя. Якщо ми з цим змирилися, то чому ви не можете? Це сталося з нами, це не сталося з вами. Але цей альбом не про це, він про універсальнішу тему. Ми всі помремо, ми всі когось втратимо, і це дуже боляче. Як нам рухатися далі? Цей альбом — це ми, що рухаємося далі, і нам боляче. Для мене це перемога. Я вже відчуваю, що я переміг». «Іноді люди запитують нас: „А Лейн не розлютився б, що ми так вчинили?“. А я кажу їм, що все було б навпаки: він би розлютився, що ми так довго це робили. Ми робимо це не заради грошей; у музичному бізнесі більше немає грошей. Ми з Джеррі профінансували весь альбом, і ми витратили багато власних грошей, тому що ми віримо в це. І одна з причин, чому я це роблю, полягає в тому, щоб пролити більше світла там, де світло було вимкнено». А Кантрелл додав: «Ми гастролювали в усьому світі, ми втратили друзів, ми поховали близького друга, і когось, кого ти просто не можеш замінити, а потім ми вирішили, що обставини змусили нас зібратися знову. Це перетворилося на „а може, у нас, бляха, вийде“. І це перетворилося на це».
У вересні 2008 року було оголошено, що Alice in Chains стануть хедлайнерами австралійського фестивалю Soundwave у 2009 році разом із Nine Inch Nails і Lamb of God. У лютому 2009 року було також оголошено, що Alice in Chains зіграють на третьому щорічному фестивалі Rock on the Range. 1 серпня 2009 року Alice in Chains виступили разом з Mastodon, Avenged Sevenfold і Glyder в дублінському Марлей-парку на розігріві у Metallica. Гурт з'явився на шоу Later… with Jools Holland 10 листопада 2009 року, виконавши Lesson Learned, Black Gives Way to Blue і Check My Brain як фінальний виступ епізоду.
Одночасно з європейським турне Alice in Chains випустили свій наступний сингл Your Decision 16 листопада 2009 року у Великобританії і 1 грудня в США. Останнім синглом з альбому став Lesson Learned, який вийшов на рок-радіо 22 червня 2010 року.
Black Gives Way to Blue дебютував на 5 місці в чарті Billboard 200. 18 травня 2010 року альбом отримав золотий сертифікат RIAA за продаж понад 500 000 копій у США. Сингли Check My Brain і Your Decision досягли 1 місця в чарті Billboard's Mainstream Rock Tracks, а Lesson Learned — 4 місця. Check My Brain також стала першою піснею гурту на першому місці в чарті «Alternative Songs», а в чарті «Hot Rock Songs» вона також досягла 92 місця в чарті «Hot 100» Billboard, ставши першим синглом гурту, який з'явився в чарті.
Разом з Mastodon і Deftones, Alice in Chains гастролювали Сполученими Штатами і Канадою наприкінці 2010 року в рамках туру Blackdiamondskye, що об'єднав назви останніх альбомів трьох гуртів (Black Gives Way to Blue, Diamond Eyes і Crack the Skye).
8 березня 2011 року колишній басист Alice in Chains Майк Старр був знайдений мертвим у своєму будинку в Солт-Лейк-Сіті. Поліція повідомила Reuters, що їх викликали до будинку Старра о 13:42 і вони знайшли його тіло; Старру було 44 роки. Пізніше з'явилися повідомлення, що сусід Старра бачив, як він змішував метадон і заспокійливі ліки за кілька годин до того, як його знайшли мертвим. Пізніше з'явилися повідомлення про те, що смерть Старра могла бути пов'язана з двома різними типами антидепресантів, прописаних йому лікарем. Громадська панахида за Старром відбулася біля Міжнародного фонтану Сіетл-центру 20 березня 2011 року. За словами Майка Айнеза, відбулася також приватна панахида, на якій були присутні Джеррі Кантрелл і Шон Кінні.

### 2011—2016: The Devil Put Dinosaurs Here
21 березня 2011 року Alice in Chains оголосили, що працюють над п'ятим студійним альбомом, а пізніше Кантрелл та Айнез зробили заяви, що вони розпочали процес запису. Очікувалося, що альбом буде завершено до літа 2012 року і він вийде наприкінці 2012 або на початку 2013 року. Поки Alice in Chains писали матеріал для альбому у 2011 році, Кантрелл переніс операцію на правому плечі, що затримало запис нового матеріалу. В інтерв'ю, опублікованому у травні 2012 року, Кантрелл пояснив: «Річ у тім, що у мене були кісткові шпори [і] проблеми з хрящами в плечах. Близько шести років тому у мене була така ж проблема з іншим плечем, тож зараз я прооперував обидва плеча. Це повторювані травми, отримані під час гри». Кантрелл не міг грати на гітарі протягом восьми місяців, поки відновлювався після операції. Відновлюючись вдома у слінгу, Кантрелл надумав риф у своїй голові і наспівав його у телефон. Пізніше цей риф став піснею Stone.
Alice in Chains відіграли свій перший концерт за майже 10 місяців і перший концерт після операції на плечі Кантрелла в казино Winstar у місті Такервілл, штат Оклахома, 13 серпня 2011 року. Єдиним концертом гурту у 2012 році став акустичний сет з п'яти пісень 31 травня на восьмому щорічному благодійному концерті MusiCares MAP Fund Benefit Concert на честь Джеррі Кантрелла.
4 грудня 2012 року Кантрелл підтвердив, що робота над новим альбомом завершена. Перший сингл, Hollow, дебютував в інтернеті 18 грудня, доступний для цифрового завантаження в січні 2013 року разом з офіційним відеокліпом. 13 лютого 2013 року Alice in Chains написали на Facebook, що назва їхнього нового альбому буде анаграмою з літер H V L E N T P S U S D A H I E E O E D T I U R R. Наступного дня вони оголосили, що альбом буде називатися The Devil Put Dinosaurs Here, який вийшов 28 травня 2013 року і дебютував на 2-му місці в чарті Billboard 200.
Для просування альбому Alice in Chains об'єдналися з Funny or Die для створення 11-хвилинного мок'юментарі під назвою AIC 23, в якому професор кінознавства Алан Пул Маклард (зіграв В. Ерл Браун) намагається зняти документальний фільм про Alice in Chains без допомоги самого гурту, натомість беручи інтерв'ю у інших музикантів. Серед них кантрі-співак Донні «Скітер» Доллархайд-молодший (його грає Джеррі Кантрелл), реггі-співачка Неста Клівленд (її грає Вільям Дюваль), блек-метал музикант Унта Глібен Глаббен Глоббен Глоббін (його грає Майк Айнез) та хіпстер Стенлі Айзен (його грає Шон Кінні). Відео вийшло 3 квітня 2013 року, і в ньому також знялися Енн і Ненсі Вілсон з Heart, Майк МакКріді з Pearl Jam, Кім Таїл з Soundgarden, Дафф МакКаган з Guns N' Roses, Брент Хіндс і Білл Келліхер з Mastodon, а також Ларс Ульріх і Роберт Трухільйо з Metallica.
У червні 2013 року гурт випустив гру в пінбол для iOS як частину компіляції Pinball Rocks HD, що містить сингл Hollow, логотип гурту і обкладинку альбому, а також відсилання до попередніх альбомів гурту, таких як Jar of Flies і Alice in Chains.
Гурт випустив відеокліпи на пісні Hollow, Stone, Voices, заголовний трек і Phantom Limb. Hollow і Stone досягли 1 місця в чарті Billboard's Mainstream Rock Tracks, а Voices — 3, і кожна з трьох пісень залишалася в чарті протягом 20 тижнів. The Devil Put Dinosaurs Here був номінований на премію «Греммі» за найкращий некласичний альбом у 2014 році.
Alice in Chains багато гастролювали у США, Канаді та Європі у 2013 та 2014 роках. У травні 2013 року гурт став хедлайнером щорічного фестивалю MMRBQ разом із Soundgarden у Камдені, штат Нью-Джерсі. На питання у вересні 2013 року, чи буде Alice in Chains записувати ще один альбом, Кантрелл відповів: «Це буде нескоро. Минуло чотири роки відтоді, як ми випустили останній альбом, але, принаймні, це не той проміжок часу, який був між попередніми, так що це приблизно так — приблизно три-чотири роки».
18 січня 2015 року Alice in Chains виступили в перерві матчу чемпіонату NFC між Сіетл Сігокс та Грін Бей Пекерс на стадіоні CenturyLink Field у Сіетлі. Кантрелл є фанатом «Морських яструбів» і часто відвідує їхні матчі. У серпні 2015 року басист Майк Айнез сказав, що гурт «розкидається рифами для нового альбому» і «не поспішає». Гурт гастролював влітку 2015 і влітку 2016 року, в тому числі відіграв кілька концертів на розігріві у Guns N' Roses в рамках туру Not in This Lifetime… Tour. Гурт завершив тур 2016 року концертом у Grand Sierra Resort and Casino в Ріно, штат Невада, 8 жовтня 2016 року.
У листопаді 2016 року Alice in Chains випустили кавер-версію пісні Rush Tears, яка увійшла до ювілейного 40-го альбому 2112. Домашнє відео Live Facelift вперше вийшло на вінілі 25 листопада 2016 року в рамках акції «Чорна п'ятниця» Record Store Day. До альбому увійшло шість пісень і було видано лише 5000 копій.
На честь десятої річниці Дня музичних магазинів 22 квітня 2017 року лейбл Legacy Recordings випустив Get Born Again"/«What the Hell Have I, спеціальний подвійний 7» сингл на 45 обертів на хвилину, до якого увійшли чотири треки, ремастировані і вперше доступні на вінілі: What the Hell Have I, A Little Bitter, Get Born Again і Died.

### 2017—2021:Rainier Fog
У січні 2017 року Майк Айнез заявив в інтерв'ю, що гурт розпочав роботу над новим альбомом. У червні 2017 року стало відомо, що гурт повернеться до Studio X (колишня Bad Animals Studios) у Сіетлі, щоб записати новий альбом пізніше того ж місяця, орієнтовно на початку 2018 року. Запис проходив під керівництвом Ніка Раскулінеца, який був продюсером двох останніх альбомів гурту. Studio X була студією, де Alice in Chains записали свій однойменний альбом 1995 року. За словами Айнеза, гурт не був підписаний на лейбл, оскільки завершив свій попередній контракт на дві платівки з Universal Music Group. "Цей [майбутній альбом], ми не впевнені, де він приземлиться … Я маю на увазі, що ми фінансували ["Black Gives Way To Blue"] також самостійно, так що ми не дуже турбуємося про це. Ми просто повинні випустити його на … значному лейблі [з міжнародною дистрибуцією]".
Гурт розпочав запис свого шостого студійного альбому 12 червня 2017 року. 11 січня 2018 року продюсер Нік Раскулінец оголосив в Instagram, що робота над альбомом майже завершена і залишився лише один день до завершення запису. В інтерв'ю Guitar World, опублікованому 11 квітня 2018 року, Джеррі Кантрелл повідомив, що альбом записувався на чотирьох студіях. Після запису на Studio X у Сіетлі гурт вирушив до Нашвілла, щоб записати вокал і соло-гітари на домашній студії Ніка Раскулінеца. Але Кантреллу довелося зробити несподівану перерву в роботі на пару тижнів після того, як він захворів під час поїздки в Кабо на день народження Семмі Хагара. Кантрелл попросив інженера гурту, Пола Фігероа, прийти до нього додому і записати там багато вокалу та соло. Гурт закінчив запис альбому на студії звукозапису Henson Recording Studios у Лос-Анджелесі. Кантрелл також сказав, що очікує, що альбом вийде «ймовірно, десь цього літа».
У прес-залі церемонії введення до Зали слави рок-н-ролу 14 квітня 2018 року Кантрелл повідомив, що Alice in Chains щойно підписали контракт з BMG, і що вони закінчили зведення свого нового альбому.
Alice in Chains не виступали наживо у 2017 році. Перший концерт з жовтня 2016 року гурт відіграв 28 квітня 2018 року в House of Blues у Бостоні. У травні 2018 року Alice in Chains стали хедлайнерами фестивалів Carolina Rebellion, Lunatic Luau, Pointfest, Northern Invasion, фестивалю WMMR BBQ у Філадельфії та фестивалю Rock on the Range у Колумбусі, штат Огайо, 18 травня 2018 року, на якому вони вшанували пам'ять Кріса Корнелла в першу річницю його смерті, виконавши дві пісні Soundgarden на завершення свого виступу, Hunted Down і Boot Camp відповідно. Наприкінці концерту світло на сцені висвічувало «CC» для Кріса Корнелла і «SG» для Soundgarden, а в залі лунали оплески. Гурт розпочав європейське турне у червні 2018 року і став хедлайнером фестивалю Tons Of Rock у Норвегії разом з Оззі Осборном і Helloween.
Гурт випустив новий сингл The One You Know на Spotify, Amazon та iTunes 3 травня 2018 року. Того ж дня на YouTube з'явилося музичне відео, зняте режисером Адамом Мейсоном. The One You Know посів 9 місце в чарті Billboard's Mainstream Rock.
Під час інтерв'ю з Едді Транком на Trunk Nation 7 травня 2018 року Джеррі Кантрелл повідомив, що новий альбом вийде наприкінці серпня 2018 року. Гурт також розповів, що вони говорили з режисером Адамом Мейсоном, який знімає похмурий науково-фантастичний фільм, про те, щоб зробити два окремих твори мистецтва і, можливо, об'єднати їх разом, і що кліп на The One You Know є першою главою об'єднання фільму Мейсона і музичних відео гурту.
Другий сингл, So Far Under, вийшов на YouTube-каналі Alice in Chains та на стрімінгових платформах 27 червня 2018 року. Також було оголошено, що альбом буде називатися Rainier Fog, а дата виходу запланована на 24 серпня 2018 року. Того ж дня було оприлюднено обкладинку та трек-лист альбому. Джеррі Кантрелл розповів Rolling Stone, що назва Rainier Fog була натхненна горою Рейнір у Сіетлі, а заголовний трек є даниною музичній сцені Сіетла. «Ця пісня — маленька шана всьому цьому: звідки ми походимо, хто ми є, усім тріумфам, усім трагедіям, прожитим життям».
Третій сингл альбому, Never Fade, вийшов 10 серпня 2018 року на цифрових і стрімінгових сервісах. Пісня присвячена бабусі фронтмена Вільяма Дюваля, Крісу Корнеллу, та оригінальному вокалісту Alice in Chains Лейну Стейлі. Never Fade посіла 10 місце в чарті Billboard's Mainstream Rock. Музичне відео, зняте режисером Адамом Мейсоном, вийшло 1 листопада 2018 року і продовжило сюжетну лінію кліпу на пісню The One You Know.
У червні 2018 року Вільям Дювалл сказав в інтерв'ю шведському сайту Rocksverige, що кліп на The One You Know — це перша частина того, що, як сподіваються музиканти, стане візуалізацією всіх десяти пісень з альбому Rainier Fog, і, крім того, буде супроводжуючим матеріалом до фільму, який знімав режисер Адам Мейсон.
20 серпня 2018 року бейсбольна команда Сіетл Маринерс провела спеціальний вечір Alice in Chains Night на стадіоні Safeco Field у Сіетлі, щоб прорекламувати альбом Rainier Fog. Команда запропонувала вболівальникам пакет, який включав клубний квиток на терасу Safeco Field, доступ до передматчевої вечірки з прослуховуванням альбому, футболку Alice in Chains та диск Rainier Fog. Джеррі Кантрелл також кинув церемоніальну першу подачу і зробив страйк перед грою Сіетл Марінерс проти Х'юстон Астрос.
Щоб відзначити випуск альбому, 21 серпня 2018 року Alice in Chains відіграли акустичний сет на вершині Сіетла Space Needle і дебютували з піснею Fly. Alice in Chains стали першим гуртом, який виступив на новій скляній підлозі Space Needle Loupe, першій і єдиній у світі скляній підлозі, що обертається, заввишки 500 футів (152 метри). Концерт був ексклюзивним для аудиторії передплатників SiriusXM. SiriusXM транслював концерт на своєму каналі Lithium 31 серпня 2018 року.
22 серпня 2018 року Alice in Chains відправили шанувальників на «Полювання на сміття», щоб отримати доступ до секретного концерту, який гурт зіграє в Сіетлі 24 серпня. Десять підписаних CD-копій Rainier Fog були заховані по всьому місту як квиток на концерт, і гурт попросив фанатів стежити за їхніми сторіз в Instagram, щоб дізнатися подробиці про 10 захованих місць. Після того, як всі 10 альбомів були знайдені, гурт повідомив, що таємний концерт відбудеться у рок-клубі The Crocodile, з обмеженою кількістю квитків, доступних за умови придбання їхнього альбому на поп-ап події у цьому ж закладі наступного дня. В Instagram гурту були опубліковані попередні кліпи на кожну з пісень альбому.
Гурт також відсвяткував вихід альбому, влаштувавши 23 і 24 серпня музейну інсталяцію у клубі The Crocodile у Сіетлі. У музеї були представлені рідкісні фотографії Alice in Chains, лімітовані сувеніри та пам'ятні речі, які демонстрували більш ніж 30-річну кар'єру гурту.
Rainier Fog дебютував на 12 місці в чарті Billboard 200, продавшись тиражем 31 000 копій (29 000 у традиційних продажах альбомів) за перший тиждень після виходу. Альбом також дебютував на 1 місці в чартах найкращих рок-альбомів, альтернативних альбомів і хард-рок альбомів Billboard, а також на 3 місці в чарті вінілових альбомів. Rainier Fog увійшов до першої десятки найкращих альбомів Alice in Chains у Великій Британії, посівши 9-те місце і очоливши британський чарт рок- і метал-альбомів. Альбом був номінований на премію Греммі за найкращий рок-альбом.
13 грудня 2018 року на офіційному YouTube-каналі Alice in Chains з'явився тизер фільму «Чорна антена» з піснею Rainier Fog, в якому барабанщик Шон Кінні заявив: «Ми завжди гралися з ідеєю створення відео на кожну пісню з одного з наших альбомів. Мало того, що ми зробили це для Rainier Fog, так ще й вийшло з-під контролю, і ми зняли цілий довбаний фільм. Все, що ви побачите у кліпах, — це кадри з „Чорної Антени“, які передують виходу повного фільму». Rainier Fog вийшов синглом 26 лютого 2019 року. Офіційний трейлер «Чорної антени» вийшов на YouTube-каналі Alice In Chains 28 лютого 2019 року. Окрім 90-хвилинного фільму, також вийде 10-серійний веб-серіал, присвячений кожному треку з альбому. Епізоди 1 і 2, «The One You Know» і «Rainier Fog» відповідно, вийшли 7 березня 2019 року. Десятий і останній епізод, «All I Am,» вийшов 17 липня 2019 року. Офіційне музичне відео на Rainier Fog вийшло на YouTube 15 травня 2019 року, співрежисерами виступили Alice in Chains і Пітер Дарлі Міллер, який також зняв мок'юментарі гурту 2013 року, AIC 23.
1 грудня 2020 року гурт Alice in Chains здобув нагороду Founders Award від Музею поп-культури Сіетла. На благодійному концерті виступили такі артисти, як Енн Вілсон, Korn, Metallica, Fishbone, Даллас Грін, Біллі Корган, Tad, учасники Soundgarden, Pearl Jam та інші. Подія була доступна для безплатної онлайн-трансляції і за першу ніч зібрала для музею понад 600 000 доларів. Компіляція з найяскравішими моментами вшанування була доступна для потокового прослуховування на Amazon Music.

### 2022-наш час: Новий студійний альбом
В інтерв'ю у квітні 2022 року вокаліст Вільям Дюваль заявив, що «впевнений», що Alice in Chains розпочнуть роботу над сьомим студійним альбомом пізніше цього року: «У нас було багато часу, і я думаю, що ми проходимо через цей період надолуження того, що ми запланували на 2020 [і] 2021 роки, і ми всі нарешті зможемо зробити це зараз. Тож це щось на кшталт тимчасової зупинки, і ми просто маємо справу з усіма цими накопиченими проєктами, які ми запланували кілька років тому. Так що, як тільки ми повернемося до роботи і почнемо записувати ці дати в кінці літа, я впевнений, що це викличе цілу купу ідей для наступного студійного альбому Alice in Chains».

## Музичний стиль
Хоча ЗМІ зазвичай називають Alice in Chains гранджем, Джеррі Кантрелл відносить гурт до хеві-металу, насамперед, через його стиль. 1996 року він сказав в інтерв'ю Guitar World: «Ми граємо багато різних стилів … Я не зовсім знаю, що це за суміш, але там точно є метал, блюз, рок-н-рол, можливо, трохи панку. Металева частина ніколи не піде, і я цього не хочу». The Edmonton Journal зазначає: «Життя і гра у Сіетлі, можливо, і принесли їм ярлик гранж-гурту, але вони завжди були класичним метал-гуртом до самого серця».
Протягом своєї кар'єри гурт також описували як альтернативний метал, сладж-метал, дум-метал, дрон-рок, хард-рок та альтернативний рок. Щодо постійної категоризації гурту у ЗМІ, Кантрелл заявив: «Коли ми вперше вийшли, ми були металом. Потім нас почали називати альтернативним металом. Потім з'явився гранж, а потім ми стали хард-роком. І зараз, відтоді, як ми знову почали це робити, я бачив, що нас називають хард-рок, альтернатива, альтернативний метал і просто метал. Нещодавно я зайшов у HMV, щоб перевірити розміщення і подивитися, що грає, і вони відсунули нас назад у металеву секцію. Прямо туди, звідки ми починали!». Барабанщик Шон Кінні відкидає ярлик гранжу, заявивши в інтерв'ю 2013 року: «Я маю на увазі, що до того, як ми вперше вийшли на сцену, не було ніякого гранжу, вони ще не винайшли це слово. До того, як вони винайшли слово „гранж“, ми були альтернативним роком, альтернативним металом, металом і роком, і нам було насрати на все це, ми були рок-н-рольним гуртом!». За словами Майка Айнеза, вони завжди були металевими пасинками сцени Сіетла.
На гурт значною мірою вплинула англійська метал-музика; у 2018 році Джеррі Кантрелл проголосив гітариста Black Sabbath Тоні Айоммі «одним з найбільших» його натхненників, тоді як Лейн Стейлі назвав своїми «першими натхненниками» Black Sabbath і Deep Purple. Кантрелл назвав англійського рок-співака Елтона Джона «артистом, який змусив мене захотіти стати музикантом». Крім того, члени Alice in Chains називали таких виконавців, як AC/DC, Accept, Aerosmith, The Beatles, Black Flag, Девід Бові, Джон Колтрейн, Майлз Девіс, Діо, Funkadelic, Hanoi Rocks, Heart, Джимі Хендрікс, Iron Maiden, King's X, Kiss, Led Zeppelin, Metallica, Motörhead, Mudhoney, Pink Floyd, Queensrÿche, Rolling Stones, Rush, Scorpions, Soundgarden, The Stooges, Television, Thin Lizzy, U2, UFO, Van Halen, The Velvet Underground, Генк Вільямс та ZZ Top як впливові або надихаючі.
Гітарний стиль Джеррі Кантрелла поєднує в собі «ударні рифи та експансивні гітарні текстури» для створення п"овільного, задумливого мінорного грайнду". Він також визнаний за свою природну здатність поєднувати акустичну та електрогітару. Хоча знижені, спотворені гітари в поєднанні з характерним вокалом Стейлі «від гарчання до крику» приваблювали шанувальників хеві-металу, гурт також мав «незаперечне почуття мелодії», що відкрило Alice in Chains для набагато ширшої аудиторії за межами хеві-метал-андеграунду.
За словами Стівена Томаса Ерлвайна з AllMusic, «звучання Alice in Chains має рифи у стилі Black Sabbath і нетрадиційний вокальний стиль». Ерлвайн описує гурт як «досить важкий для шанувальників металу, проте їхня похмура тематика і панківська атака поставили їх у перші ряди гранж-гуртів Сіетла». Три релізи гурту містять акустичну музику, і хоча спочатку гурт тримав ці релізи окремо, однойменний альбом Alice in Chains об'єднав ці стилі, щоб сформувати «похмуре, нігілістичне звучання, яке збалансувало шліфувальний хард-рок з тонко текстурованими акустичними номерами».
Alice in Chains також знаний завдяки унікальним вокальним гармоніям Стейлі (або Дюваля) і Кантрелла, які включали в себе пасажі, що перекриваються, подвійний вокал і фірмові гармонії, зазвичай розділені великою терцією. Кантрелл сказав, що саме Стейлі надав йому впевненості у собі, щоб співати власні пісні. Аліса Берроуз сказала, що характерне звучання гурту «походить від вокального стилю Стейлі та його текстів, присвячених особистій боротьбі та залежності». Пісні Стейлі часто вважалися «темними», з такими темами, як наркоманія, депресія і самогубство, в той час як лірика Кантрелла часто стосувалася особистих стосунків.

## Спадок

### Рейтинги
Alice in Chains продали понад 19 мільйонів платівок у Сполучених Штатах і понад 30 мільйонів платівок в усьому світі, випустили два альбоми номер один, мали 23 сингли в топ-40 і отримали одинадцять номінацій на премію Греммі. Гурт посів 34 місце у списку 100 найкращих виконавців хард-року за версією VH1. Alice in Chains був названий 15-м найкращим живим гуртом за версією Hit Parader, а Стейлі посів 27-е місце серед найкращих вокалістів хеві-метала всіх часів. Другий альбом гурту, Dirt, був названий 5-м найкращим альбомом за останні два десятиліття за версією журналу Close-Up у 2008 році.
У жовтні 2008 року Guitar World поставив соло Кантрелла в Man in the Box на 77 місце у списку «100 найкращих гітарних соло». У серпні 2009 року Alice in Chains здобув нагороду Kerrang! Icon Award.
У листопаді 2011 року Jar of Flies посів четверте місце в десятці найкращих гітарних альбомів 1994 року за версією журналу Guitar World. Він також увійшов до списку «Superunknown: 50 культових альбомів, які визначили 1994 рік» журналу Guitar World, а у травні 2014 року мініальбом посів п'яте місце у списку «10 найкращих хард-рок-альбомів 1994 року» журналу Loudwire.
У червні 2017 року видання Metal Injection поставило Alice in Chains на перше місце у списку «10 найважчих гранж-гуртів». Оззі Осборн включив Facelift до власного списку «10 улюблених метал-альбомів».

### Вплив
Гітарист Pantera і Damageplan Даймбег Даррелл висловив своє захоплення гітарною роботою Кантрелла в інтерв'ю для Guitar International в 1995 році, сказавши, що «багатошаровість і чесне відчуття, які Джеррі Кантрелл отримує на записі [[[Dirt]]], коштують набагато більше, ніж хтось, хто грає п'ять мільйонів нот».
Вуличний музикант Веслі Вілліс написав пісню про гурт під назвою Alice in Chains, яка увійшла до його альбому 1996 року Feel The Power. Біллі Корган розповів, що пісня Bleeding The Orchid з альбому The Smashing Pumpkins Zeitgeist 2007 року має невелику данину поваги до Alice in Chains в гармоніях і була опосередковано натхненна смертю Стейлі.
Елтон Джон заявив, що він є фанатом Alice in Chains і великим шанувальником Кантрелла. За словами Джона Відерхорна з MTV, Godsmack «у звучанні наслідують Alice in Chains, додаючи при цьому свою власну особливість.» Вокаліст і засновник гурту Саллі Ерна також називає Стейлі своїм головним натхненником. Гурт отримав свою назву на честь пісні Alice in Chains God Smack з альбому Dirt. Staind зробив кавер-версію пісні Alice in Chains Nutshell, яка увійшла до збірки The Singles: 1996—2006, а також написав пісню Layne, присвячену Стейлі, на альбомі 14 Shades of Grey. Three Days Grace також виконали кавер на Rooster, який можна побачити на DVD Live at the Palace. Серед інших гуртів, які зазнали впливу Alice in Chains, — 10 Years, Avenged Sevenfold, Breaking Benjamin, Creed, Dallas Green, Days of the New, Disturbed, Hoobastank, Incubus, Korn, Manic Street Preachers, Mudvayne, Nickelback, A Pale Horse Named Death, Puddle of Mudd, Queens of the Stone Age, Rains, Seether, Smile Empty Soul, Stone Sour, Tantric, Taproot та Theory of a Deadman. Metallica заявили, що завжди хотіли гастролювати з гуртом, називаючи Alice in Chains головним джерелом натхнення для їхнього релізу 2008 року Death Magnetic.
Alice in Chains також мали значний вплив на сучасний хеві-метал. Їхні пісні переспівували різні метал-гурти, такі як In Flames, Opeth, Dream Theater, Secrets of the Moon, Suicide Silence, 36 Crazyfists, Cane Hill, Ektomorf, Dritt Skitt, Grave і Thou, які описали свій міні-альбом Rhea Sylvia 2018 року як «мелодійний гранж, вшанування Alice in Chains». 2009 року Андерс Фріден зі шведського мелодик-дез-метал-гурту In Flames назвав Лейна Стейлі джерелом натхнення для свого вокалу на пізніх альбомах гурту. Окрім колег-музикантів, гурт також отримав похвалу від критиків: Стів Г'юї з AllMusic назвав їх «одним з найкращих метал-гуртів 90-х» після рецензії на збірку 1999 року Nothing Safe.
У 2009 році Vitamin String Quartet випустив альбом The String Quartet Tribute to Alice in Chains, до якого увійшли інструментальні версії на альті, скрипці та віолончелі 12 найбільших хітів гурту.

### Медіа
У внутрішній записці компанії Clear Channel Communications через три дні після теракту 11 вересня 2001 року містився список із 164 пісень, які мали бути заборонені для трансляції на радіостанціях компанії, знаний як меморандум Clear Channel. До списку входили чотири пісні Alice in Chains — Down in a Hole, Rooster, Sea of Sorrow і Them Bones.
У серпні 2015 року журналіст Девід де Сола опублікував біографію «Alice in Chains: The Untold Story». Оновлена версія, що охоплює період з 2014 по 2017 рік, вийшла у листопаді 2018 року. Ні гурт, ні його менеджмент не мали жодного відношення до цієї книги. Замість цього були опитані джерела, безпосередньо пов'язані з гуртом.
Глиняні ляльки учасників гурту, використані в кліпі на пісню I Stay Away, виставлені в музеї Залу слави рок-н-ролу в Клівленді, штат Огайо.

## Учасники гурту
- Джеррі Кантрелл — соло-гітара, вокал (з 1987 року)
- Шон Кінні — ударні (з 1987 року)
- Майк Айнез — бас-гітара, підспів (з 1993 року)
- Вільям Дюваль — вокал, ритм-гітара (з 2006 року)

### Колишні учасники
- Майк Старр — бас-гітара (1987—1993)
- Лейн Стейлі — вокал, ритм-гітара (1987—2002)

## Дискографія
| - Facelift (1990) - Dirt (1992) - Alice in Chains (1995) - Black Gives Way to Blue (2009) - The Devil Put Dinosaurs Here (2013) - Rainier Fog (2018) - We Die Young (1990) - Sap (1992) - Jar of Flies (1994) | - MTV Unplugged (1996) - Live (2000) - Jar of Flies/Sap (1994) - Nothing Safe: Best of the Box (1999) - Music Bank (1999) - Greatest Hits (2001) - The Essential Alice in Chains (2006) |

## Відеографія
- Live Facelift — концерт у Moore Theatre, 1990
- Nona Tapes — домашнє відео, інтерв'ю періоду «Tripod», 1995
- MTV Unplugged — концерт Unplugged у Нью-Йорку, 1996
- Music Bank: The Videos — збірник відео, 2001

## Нагороди та номінації

### Нагороди
| Рік  | Нагорода                               | Категорія                                    |
| ---- | -------------------------------------- | -------------------------------------------- |
| 1993 | Нагорода MTV за найкраще музичне відео | Найкраще відео з фільму — «Would?» з Singles |

### Номінації
| Рік  | Нагорода                               | Категорія                                            |
| ---- | -------------------------------------- | ---------------------------------------------------- |
| 1991 | Нагорода MTV за найкраще музичне відео | Найкраще відео з фільму — «Would?» з Singles         |
| 1992 | Музикальна нагорода Америки            | Найкраща новий гурт у жанрі хеві-метал               |
| 1992 | Нагорода Grammy                        | Найкращий виступ у жанрі хард-рок — «Man in the Box» |
| 1993 | Нагорода Grammy                        | Найкращий виступ у жанрі хард-рок — «Dirt»           |
| 1995 | Нагорода Grammy                        | Найкращий виступ у жанрі хард-рок — «I Stay Away»    |
| 1996 | Нагорода Grammy                        | Найкращий виступ у жанрі хард-рок — «Grind»          |
| 1996 | Нагорода MTV за найкраще музичне відео | Найкраще музичне відео у жанрі хард-рок — «Again»    |
| 1997 | Нагорода Grammy                        | Найкращий виступ у жанрі хард-рок — «Again»          |
| 2000 | Нагорода Grammy                        | Найкращий виступ у жанрі хард-рок — «Get Born Again» |